# 朴勝泰
朴勝泰（1947年11月15日—），韓國女演員。

## 經歷與獲獎

### 經歷
- 1969年 擔任大田KBS廣播配音員
- 1973年 擔任論山第2訓練所演出局的播音員
- 1976年 擔任大田MBC文化廣播配音員
- 1981年 擔任韓國陸軍本部情報參謀部對朝廣播專門委員
- 1987年 加盟「가교」劇團[3]

### 獲獎
- 第14屆首爾戲劇節最佳演技獎
- 第15屆首爾戲劇節最佳演技獎
- 第一屆愛情戲劇節最佳女配角獎
- 第31屆東亞戲劇獎 獲獎

資料來源：劇團女人劇場

## 演出作品

### 電影
- 2023年：《芭蕾复仇曲》饰演 晒辣椒的老奶奶
- 2018年：《燃燒烈愛》飾演 主人奶奶
- 2016年：《Luck Key》飾演 姜莉娜的奶奶
- 2014年：《熱戀年代》飾演 順德
- 2014年：《回到20歲》飾演 卜福
- 2010年：《逃妻追追追（朝鲜语：집 나온 남자들）》飾演 勝熙的媽媽
- 2008年：《我很幸福（朝鲜语：나는 행복합니다）》飾演 村長夫人
- 2007年：《權順芬女士綁架事件（朝鲜语：권순분 여사 납치사건）》飾演 根英的媽媽
- 2007年：《櫻桃小番茄》飾演 宗德的媽媽
- 2007年：《惡魔在身後（朝鲜语：두 사람이다）》飾演 黃大龍的媽媽
- 2006年：《秋天路（朝鲜语：가을로）》飾演 徐敏秀的媽媽
- 2005年：《人民公敵續集（朝鲜语：공공의 적 2）》飾演 方賢珠
- 2003年：《實尾島風雲》飾演 康仁燦的媽媽
- 2002年：《醉畫仙》飾演 魯尚宮
- 2002年：《人民公敵（朝鲜语：공공의 적）》飾演 金英順
- 2001年：《禮物（朝鲜语：선물 (영화)）》飾演 鄭勇基的媽媽
- 2000年：《沉香》飾演 益山宅
- 1996年：《祝祭（朝鲜语：축제 (영화)）》飾演 威東宅
- 1994年：《太白山脈》
- 1994年：《不能實現的渴望（朝鲜语：나는 소망한다 내게 금지된 것을）》飾演 諮商女 1

### 電視劇
- 2023年：tvN《盜賊：七個朝鮮通寶》飾演
- 2023年：JTBC《車貞淑醫生》飾演
- 2021年 MBC 《有目標了》 飾演惠順，允浩的奶奶
- 2021年 SBS 《模範計程車》 飾演第9、10集-後記被詐騙的奶奶
- 2020年 tvN 《日與夜》 飾演第11集小吃店老闆娘
- 2020年 tvN 《九尾狐傳》 飾演第2集當地居民
- 2020年 OCN 《驅魔麵館》 飾演第8集奶奶
- 2020年 tvN 《惡之花》 飾演第4集吳福子
- 2020年 JTBC 《雙甲路邊攤》 飾演第1集客人
- 2019年 KBS 《我世上最漂亮的女兒》飾演全仁淑母親 第71.75.78集登場
- 2019年 JTBC 《Legal High》
- 2019年 tvN 《羅曼史是別冊附錄》 飾演 柳明淑
- 2018年 tvN 《想停止的瞬間》 飾演 第五集的老奶奶
- 2018年 tvN 《雞龍仙女傳》 飾演 金琴故鄉同村的老奶奶
- 2018年 OCN 《客：The Guest》 飾演 宋賢珠的奶奶
- 2018年 MBC 《檢法男女》 飾演 廉尚丘的鄰居大嬸
- 2018年 KBS2 《推理的女王2》
- 2018年 tvN 《和遊記》 飾演 姜明子
- 2017年 OCN 《隧道》 飾演 老婆婆
- 2017年 OCN 《壞傢伙們：惡的都市》
- 2017年 OCN 《Black》飾演 ep17地獄使者金美麗
- 2017年 SBS 《疑問的一勝》
- 2017年 KBS2 《我的黃金光輝人生》 飾演 楊美靜的母親
- 2017年 tvN 《今生是第一次》
- 2017年 MBC 《20世紀少男少女》 飾演 電梯內的老奶奶
- 2017年 MBC 《歸來的福丹芝》 飾演 金必順
- 2017年 KBS2 《魔女的法庭》 飾演 張由美的奶奶
- 2017年 SBS 《重逢的世界》 飾演 姜末怡（成海誠的奶奶）
- 2017年 KBS2 《爸爸好奇怪》 飾演 已故漢秀的姑母
- 2016年 SBS 《浪漫醫生金師傅》 飾演 第10集因連環車禍送進來的老夫婦
- 2016年 SBS 《你是禮物》 飾演 第78集英愛鄉下小阿姨
- 2016年 MBC 《工作媽媽，育兒爸爸》
- 2016年 MBC 《購物王路易》
- 2015年 tvN 《請回答1988》 飾演 金善映的媽媽（成善宇的外婆）
- 2007年 KBS2 《詐騙信用調查所》
- 2007年 KBS2 《拍賣行》
- 2005年 KBS2 戲劇城市（朝鲜语：드라마시티） 《駱駝小姐的行踪不明》

### 話劇
- 《我愛你》
- 《無論何時何地》
- 《馬克白》
- 《三姊妹》
- 《請給我愛》
- 《月亮的誘惑》
- 《主人公》
- 《血脈》
- 《這樣的歌曲》
- 《妻子是單身女人》

### 音樂劇
- 《沒有門牌的酒家》
- 《紅島別哭了》
- 《下着雨的古馬嶺》
- 《倒塌的愛情塔》
- 《哭過的朴達宰》
- 《KATUSA之歌》

## 外部連結
- HANCINEMA Park Seung-tae (박승태) （页面存档备份，存于）（英文）
- 박승태 Instagram
- 韓國電影演員協會 女會員檢索 박승태[]
- PLAY DB 박승태 （页面存档备份，存于）
- 韓國偶像劇場 朴勝泰 （页面存档备份，存于）（繁體中文）
- 豆瓣電影 朴勝泰 （页面存档备份，存于）（简体中文）
- 揭慰安婦真相 日本話劇韓國上演（朴勝泰參與演出） （页面存档备份，存于）（简体中文）

## 腳註
1. ↑    - 한국영화 데이터베이스 박승태（韓國電影資料庫 朴勝泰） （页面存档备份，存于）
2. ↑    - Daum 영화 연예 박승태 （页面存档备份，存于）
3. ↑  A Study on Troupe ‘Gagyo’ - Focusing on ‘Pavilion Theater Age’ - （页面存档备份，存于）（英文）
4. ↑  劇團女人劇場 （页面存档备份，存于） 